# Ernst Tugendhat
Ernst Tugendhat (Brno, 8 marzo 1930 – Friburgo in Brisgovia, 13 marzo 2023) è stato un filosofo tedesco.

## Vita e carriera
Nacque a Brno, Cecoslovacchia, da una ricca famiglia ebrea che commissionò a Mies van der Rohe la famosa Villa Tugendhat in Brno. Nel maggio del 1938 la famiglia emigrò dalla Cecoslovacchia a San Gallo, Svizzera per poi insediarsi nel 1941 a Caracas, Venezuela.
Tugendhat seguì studi di letteratura classica a Stanford dal 1944 al 1949 e li proseguì alla Università di Friburgo, ricevendo il suo dottorato con un lavoro su Aristotele nel 1956. Durante il periodo 1956-1958 lavorò come ricercatore alla Università di Münster. Fino al 1964 fu un assistente presso il Dipartimento di Filosofia alla Università di Tübingen dove, dopo aver passato il 1965 come lettore alla Università del Michigan a Ann Arbor, guadagnò la sua abilitazione nel 1966 analizzando il concetto di verità sulle opere di Husserl e Heidegger.
Tugendhat divenne professore presso la Università di Heidelberg (1966-1975). Durante gli anni '60 e '70 Heidelberg divenne il simbolo della protesta studentesca tedesca. A causa del movimento studentesco e per protestare contro la situazione universitaria tedesca negli anni '70, Tugendhat rinunciò alla cattedra e si trasferì a Starnberg, dove Jürgen Habermas lavorava a quel tempo. Nel 1980 si trasferì a Berlino divenendo, come il suo amico Michael Theunissen, un Professore in Filosofia presso la Libera università di Berlino. Fu invitato nel 1988-89 a tenere le John Locke lectures presso l'Università di Oxford, ma dovette rinunciare a causa di problemi di salute.
Tugendhat si ritirò nel 1992, continuando però a collaborare come professore esterno presso la Pontificia Università Cattolica del Cile a Santiago (1992-1996), come ricercatore all'Istituto di scienze umanistiche di Vienna (1996) e come professore aggiunto alla Università Carolina di Praga, Repubblica Ceca (1997-1998).
Ernst Tugendhat morì a Friburgo in Brisgovia il 13 marzo 2023, all'età di 93 anni.

## Opere
- 1958: Ti kata tinos. Karl Alber, Freiburg. ISBN 3-495-48080-3
- 1967: Der Wahrheitsbegriff bei Husserl und Heidegger. de Gruyter, Berlin. ISBN 978-3-11-010289-5
- 1970: "The Meaning of 'Bedeutung' in Frege" (Analysis 30, pp 177–189)
- 1975: Vorlesungen zur Einführung in die sprachanalytische Philosophie. Suhrkamp, Frankfurt am Main. ISBN 3-518-27645-X, In English: Traditional and analytical philosophy. Lectures on the philosophy of language. Transl. by P.A. Gorner. Cambridge University Press, Cambridge 1982.
- 1979: Selbstbewußtsein und Selbstbestimmung. Suhrkamp, Frankfurt. ISBN 3-518-27821-5, In English: Self-consciousness and self-determination. Transl. by Paul Stern. Cambridge, Mass./ London: MIT Press, 1986. (= Studies in contemporary German social thought.)
- 1984: Probleme der Ethik. Reclam, Stuttgart. ISBN 3-15-008250-1
- 1992: Philosophische Aufsätze. Suhrkamp, Frankfurt. ISBN 3-518-28617-X
- 1992: Ethics and Politics
- 1993: Vorlesungen über Ethik. Suhrkamp, Frankfurt. ISBN 3-518-28700-1
- 1995: "The Moral Dilemma in the Rescue of Refugees" (Social research 62:1)
- 2000: "Zeit und Sein in Heideggers Sein und Zeit" (Sats: Nordic Journal of Philosophy 1.1)
- 2003: Egozentrizität und Mystik. Eine anthropologische Studie. C. H. Beck. ISBN 978-3-406-51049-6
- 2007: Anthropologie statt Metaphysik. C. H. Beck. ISBN 978-3-406-55678-4